# Волети до смрти
Волети до смрти (шп. Amar a muerte) је америчко—мексичка теленовела, снимана 2018. године у копродукцији Телевисе и Univision.
У Србији, серија је 2019. године емитована на каналу Нова.

## Синопсис
Интригантна прича прати смрт тројице потпуних странаца чије душе добијају прилику за други живот. Један бизнисмен, плаћени убица и антрополог губе животе у истом тренутку, након чега њихове душе мењају тела и добијају нови задатак — да прихвате чињеницу да су и даље живи, али и да су осуђени на туђе животе.

## Улоге
| Глумац            | Улога                                              |
| ----------------- | -------------------------------------------------- |
| Мичел Браун       | Макараио Ел Ћино Валдес Леон Карвахал Хакобо Рејес |
| Анђелик Бојер     | Лусија Борхес                                      |
| Алехандро Нонес   | Џони Корона                                        |
| Артуро Барба      | Белтран Камачо Макарио Ел Ћино Валдес              |
| Макарена Аћага    | Валентина Карвахал                                 |
| Клаудија Мартин   | Ева Карвахал                                       |
| Џесика Мас        | Лупита де Валдес                                   |
| Енри Зака         | Камило Гера                                        |
| Нестор Родулфо    | Ел Алакран                                         |
| Гонзало Пења      | Гиљермо Карвахал                                   |
| Роберто Дарте     | Инспектор Монтиља                                  |
| Синтија Васкез    | Алисија Камачо                                     |
| Барбара Лопез     | Хулијана Валдес                                    |
| Кајетано Арамбуро | Матео Луна                                         |
| Џесика Дијас      | Рената Баранко                                     |
| Алексис Ајала     | Леон Карвахал                                      |
| Алесио Валентини  | Хавиер Белтран                                     |
| Ракел Гарса       | Барбара                                            |